# La Revanche de Tarzan
Pour plus de détails, voir Fiche technique et Distribution.
La Revanche de Tarzan (Tarzan's Revenge) est un film américain de D. Ross Lederman sorti en 1938.

## Fiche technique
- Titre original : Tarzan's Revenge
- Titre français : La Revanche de Tarzan
- Réalisation : D. Ross Lederman
- Assistant-réalisateur : Wilbur McGaugh
- Scénario : Robert Lee Johnson et Jay Vann, d'après le roman d'Edgar Rice Burroughs
- Costumes : Jerry Bos
- Photographie : George Meehan
- Son : Terry Kellum
- Montage : Gene Milford, Bert Jordan
- Musique : Hugo Riesenfeld
- Production : Sol Lesser
- Société(s) de production : Sol Lesser Productions
- Lieux de tournage : 20th Century Fox Studios
- Format : noir et blanc — 35 mm — 1,37:1 — Mono (RCA Victor High Fidelity)
- Durée : 70 minutes
- Dates de sortie : 
  - USA : 7 janvier 1938
  - France : 15 juin 1938
  - Belgique : 16 septembre 1938

## Distribution
- Glenn Morris : Tarzan
- Eleanor Holm : Eleanor Reed
- George Barbier : Roger Reed
- C. Henry Gordon : Ben Alleu Bey
- Hedda Hopper : Penny Reed
- Joe Sawyer : Olaf Punch (as Joseph Sawyer)
- George Meeker : Nevin Potter
- Corbet Morris : Jigger, le serviteur de Nevin
- John Lester Johnson : Koki, chef des porteurs
- Frederick Clarke : serviteur de Ben Alleu
- Bill Elliott : capitaine du bateau (non crédité)
- Howard Hickman : Mr. Johnson (non crédité)
- Al Thompson : peintre d'enseignes (non crédité)
- Blue Washington : un des porteurs